# Vodochody
Obec Vodochody se nachází v okrese Praha-východ, kraj Středočeský. Rozkládá se asi patnáct kilometrů severně od centra Prahy. Žije zde 788 obyvatel.
V katastru obce se nachází Letiště Vodochody a továrna na výrobu letadel Aero Vodochody.

## Historie

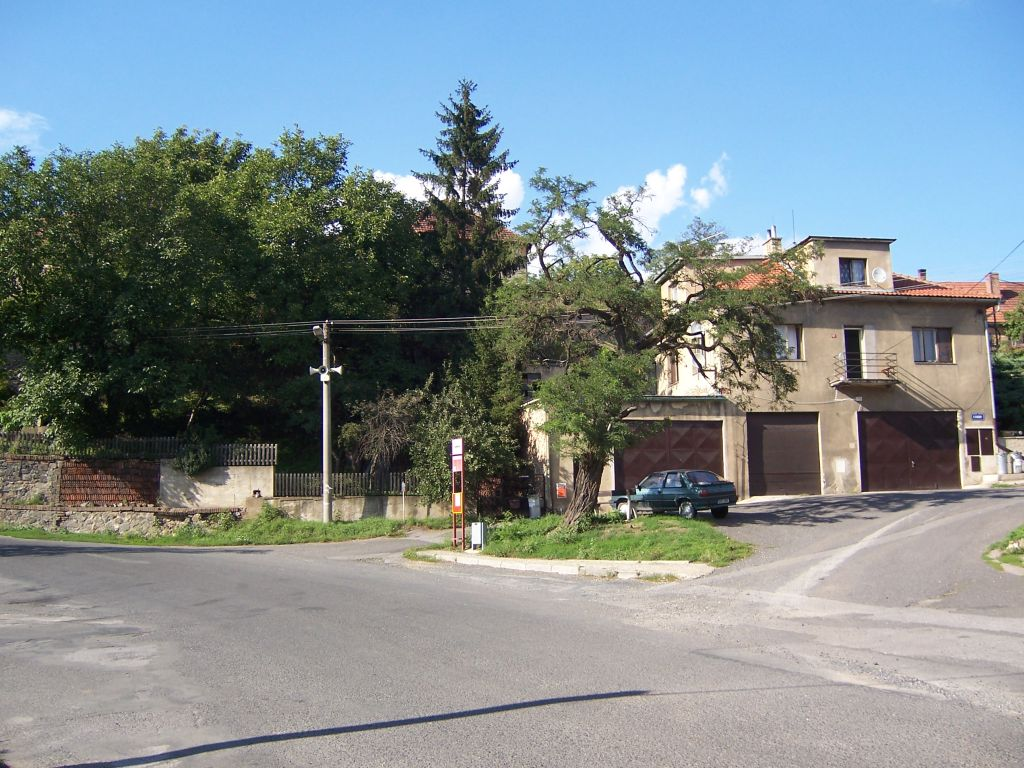
Náves s autobusovou zastávkou PID

Obec Vodochody, která v sobě od roku 1960 zahrnuje i dřívější samostatnou obec Hoštice, je jedním z nejstarších míst osídlení v okrese. Dle archeologických nálezů žárových a kosterních hrobů lze usuzovat na osídlení již v období neolitickém (asi 5000–3000 před naším letopočtem).
První písemná zmínka v historii o Vodochodech je z roku 1000, kdy byly darovány knížetem Boleslavem III. ostrovskému klášteru. Během třicetileté války byly Vodochody zcela zpustošeny, v roce 1671 je získala jezuitská kolej sv. Klimenta na Starém městě pražském.

### Územněsprávní začlenění
Dějiny územněsprávního začleňování zahrnují období od roku 1850 do současnosti. V chronologickém přehledu je uvedena územně administrativní příslušnost obce v roce, kdy ke změně došlo:
- 1850 země česká, kraj Praha, politický i soudní okres Karlín[4]
- 1855 země česká, kraj Praha, soudní okres Karlín[4]
- 1868 země česká, politický i soudní okres Karlín[4]
- 1927 země česká, politický okres Praha-venkov, soudní okres Karlín[5]
- 1929 země česká, politický okres Praha-venkov, soudní okres Praha-sever[6]
- 1939 země česká, Oberlandrat Praha, politický okres Praha-venkov, soudní okres Praha-sever[7]
- 1942 země česká, Oberlandrat Praha, politický okres Praha-venkov-sever, soudní okres Praha-sever[8]
- 1945 země česká, správní okres Praha-venkov-sever, soudní okres Praha-sever[9]
- 1949 Pražský kraj, okres Praha-sever[10]
- 1960 Středočeský kraj, okres Praha-východ[11]

### Rok 1932
Ve vsi Vodochody (419 obyvatel) byly v roce 1932 evidovány tyto živnosti a obchody: autobusová doprava, 3 obchody s dobytkem, holič, 2 hostince, kolář, konfekce, kovář, krejčí, mlýn, 2 obuvníci, 7 rolníků, 2 obchody se smíšeným zbožím, trafika.
Ve vsi Hoštice (280 obyvatel, samostatná obec se později stala součástí Vodochod) byly v roce 1932 evidovány tyto živnosti a obchody: družstvo pro rozvod elektrické energie v Hošticích, hostinec, rolník, řezník, obchod se smíšeným zbožím, spořitelní a záložní a záložní spolek, trafika.

## Přírodní poměry
Krajinný ráz je charakterizován částí přírodního parku Dolní Povltaví, jehož jádrem je národní přírodní rezervace Větrušické rokle. Údolí směrem k Dolu bylo oblíbeným místem procházek českého básníka Vítězslava Hálka. K západnímu okraji vesnice zasahuje část přírodní rezervace Máslovická stráň.

## Popis znaku
Ve stříbrném štítě nahoře dvě černá plamenná volná orlí křídla se zlatou pružinou zakončenou jetelovým trojlístkem, dole tři modrá vlnkovitá břevna. Znak rozdělením na dvě části vyjadřuje těsné sousedství Vodochod a Hoštic. Modrá vlnkovitá břevna označují vodu a jsou inspirována názvem obce. Dvě černá orlí křídla v horní polovině štítu mají vztah k nejstarším dějinám obce a ke skutečnosti, že jejím prvním z historie poznaným majitelem byl český kníže – Přemyslovec. Symbol křídel je odvozen od černé, plamenné, tzv. přemyslovské orlice – znaku první české vládnoucí dynastie. V křídlech je také obsažen pojem létání, kterým se připomíná podnik Aero vyrábějící letadla. Spojení názvu Aero se jménem obce Vodochody je v povědomí široké veřejnosti. Tímto způsobem se v jediném symbolu prolíná nejstarší minulost s nejnovější současností.

## Pamětihodnosti
Za zmínku stojí pouze dvě zvoničky – jedna ve Vodochodech a jedna v Hošticích. Protože Vodochody byly ve třicetileté válce zcela zpustošeny, nedochovala se ani dřívější vodochodská tvrz a zůstal jen panský dvůr.

## Osobnosti
Z osobností lze uvést pouze českého politika, publicistu a tehdejšího majitele Dolu, Julia Grégra, který dal podnět k postavení vodochodské školy.

## Významné firmy
Na katastru Vodochod a Hoštic leží letiště Vodochody a část letecké továrny Aero Vodochody. Po privatizaci letecké továrny se objevil plán na přeměnu malého soukromého letiště ve Vodochodech na mezinárodní leteckých terminál. Proti tomu se ale sdružily okolní obce a podepsaly petic proti rozšíření letiště.
Na větší části zemědělských pozemků hospodaří zemědělské družstvo Klecany se sídlem ve Větrušicích.

## Doprava
Dopravní síť
- Pozemní komunikace – Do obce vedou silnice III. třídy. Ve vzdálenosti 2,5 km vede silnice II/608 Praha-Libeň - Veltrusy - Straškov-Vodochody - Terezín. Souběžně s touto silnicí vede dálnice D8 ovšem bez blízkého exitu.
- Železnice – Železniční trať ani stanice na území obce nejsou.
- Letiště – Na katastrálním území obce leží soukromé mezinárodní letiště s nepravidelným provozem.

Veřejná doprava 2011
- Autobusová doprava – V obci měla zastávku příměstská autobusová linka Praha,Kobylisy - Odolena Voda (denně s mnoha spoji) (dopravce ČSAD Střední Čechy, a. s.).